# Satureja intricata
Satureja intricata là một loài thực vật có hoa trong họ Hoa môi. Loài này được Lange miêu tả khoa học đầu tiên năm 1881.